# John Blair (chronologiste)
Pour les articles homonymes, voir John Blair et Blair.
John Blair, savant chronologiste écossais, né en Écosse vers 1720, mort en 1782. 
Chapelain de la princesse douairière de Galles, maître de mathématiques du duc d'York, ses Tables chronologiques (1754) ont été traduites par Pierre Nicolas Chantreau, Paris, 1795, in-4 et refondues par Henry Ellis, Londres, 1852. Il a laissé une Histoire de la géographie, publiée après sa mort.